# 史匡威
史匡威（892年—954年），字继美，五代十国后唐、后晋、后汉、后周官员，代州人，为郭威避讳改名史匡懿，为赵匡胤避讳改名史威、史懿。
祖父是李克用麾下名将史敬思。父亲史建瑭，事奉唐庄宗为先锋都校。唐庄宗伐镇阳，史建瑭为流矢所中而死，史匡懿弱冠之年，唐庄宗以其父殁于王事，召他拜昭德军使，升任先锋左右厢都校。天成年间，为涿州刺史。后晋初年，由赵州刺史转任洺州团练使，历任亳州、凤州二州防御使。石敬瑭以其弟史匡翰尚晋国长公主，对他更加关照。天福年间，授彰武军节度观察留后。开运初年，历任澶州鎮寧軍節度使、贝州永清軍節度使。开运三年（946年），改镇泾原。契丹入中原，时四方征镇被契丹所召，都表示归顺，他坚壁拒命，归顺刘知远。刘知远即位，拜为檢校太尉、同平章事，赐功臣名号。广顺初年，加检校太师、兼侍中，进封邠国公。郭威曾经让杨廷璋图谋史懿，杨廷璋屏退左右，出示诏书，史懿受代入朝，于是免祸。显德元年（954年）春，史懿以抱病归朝。途经洛阳，在家中去世，年六十三岁。赠中书令。